# Joseph Nkongolo
Joseph Nkongolo (Hemptinne Saint-Benoît, 17 giugno 1916 – Mbuji-Mayi, 12 ottobre 1999) è stato un vescovo cattolico della Repubblica Democratica del Congo.

## Biografia
Figlio di un catechista, fu ordinato prete nel 1946 e ottenne la licenza in diritto canonico; fu professore al seminario minore di Kabwe, superiore a Kabulwanda e vicario delegato del vescovo Bernard Mels, vicario apostolico di Luluabourg.
Il 25 aprile 1959 fu eletto vescovo titolare di Lebedo e vicario apostolico di Luebo, ricevendo la consacrazione episcopale il 1º luglio successivo.
Il 10 novembre 1959, con lo stabilimento della gerarchia ecclesiastica in Congo, fu trasferito dalla sede titolare di Lebedo a quella residenziale di Luebo.
A causa dell'instabilità politica e dei tumulti che interessarono il Congo dopo la proclamazione dell'indipendenza, fu costretto a lasciare la sua diocesi e a rifugiarsi nella regione popolata dalle genti baluba, divenendo amministratore apostolico di Bakwanga. In quegli anni, partecipò al Concilio Vaticano II come padre conciliare.
Il 3 maggio 1966 fu trasferito alla sede residenziale di Mbujimayi.
A Mbuji-Mayi fondò la congregazione delle suore di Santa Teresa del Bambin Gesù e collaborò nella fondazione di quella dei Fratelli di San Giuseppe.
Si dimise per motivi di età nel 1991.

## Genealogia episcopale e successione apostolica
La genealogia episcopale è:
- Cardinale Scipione Rebiba
- Cardinale Giulio Antonio Santori
- Cardinale Girolamo Bernerio, O.P.
- Arcivescovo Galeazzo Sanvitale
- Cardinale Ludovico Ludovisi
- Cardinale Luigi Caetani
- Cardinale Ulderico Carpegna
- Cardinale Paluzzo Paluzzi Altieri degli Albertoni
- Papa Benedetto XIII
- Papa Benedetto XIV
- Papa Clemente XIII
- Cardinale Marcantonio Colonna
- Cardinale Giacinto Sigismondo Gerdil, B.
- Cardinale Giulio Maria della Somaglia
- Cardinale Carlo Odescalchi, S.I.
- Vescovo Eugène-Charles-Joseph de Mazenod, O.M.I.
- Cardinale Joseph Hippolyte Guibert, O.M.I.
- Cardinale François-Marie-Benjamin Richard de la Vergne
- Cardinale Pietro Gasparri
- Cardinale Clemente Micara
- Cardinale Jozef-Ernest Van Roey
- Vescovo Karel Justinus Marie Ernest Calewaert
- Arcivescovo Bernard Mels, C.I.C.M.
- Vescovo Joseph Ngogi Nkongolo

La successione apostolica è:
- Vescovo Gérard Mulumba Kalemba (1989)